# Li Lingwei
Li Lingwei (李玲蔚T, Lǐ LíngwèiP; Binzhou, 26 gennaio 1989) è una giavellottista cinese, medaglia d'argento ai campionati del mondo di atletica leggera di Londra 2017.

## Progressione

### Lancio del giavellotto
| Stagione | Risultato | Luogo      | Data       | Rank. Mond. |
| -------- | --------- | ---------- | ---------- | ----------- |
| 2017     | 66,25 m   | Londra     | 8-8-2017   | 7ª          |
| 2016     | 62,89 m   | Pihtipudas | 9-7-2016   | 18ª         |
| 2015     | 65,07 m   | Pechino    | 28-8-2015  | 9ª          |
| 2014     | 62,56 m   | Suzhou     | 10-10-2014 | 22ª         |
| 2013     | 63,06 m   | Shenyang   | 9-9-2013   | 11ª         |
| 2012     | 65,11 m   | Fuzhou     | 23-6-2012  | 8ª          |
| 2011     | 57,39 m   | Hefei      | 11-9-2011  | 66ª         |
| 2010     | 60,60 m   | Jinan      | 8-8-2010   | 25ª         |
| 2009     | 57,82 m   | Jinan      | 5-7-2009   | 51ª         |
| 2008     | 59,25 m   | Bydgoszcz  | 10-7-2008  | 41ª         |
| 2007     | 57,88 m   | Suzhou     | 10-6-2007  | 58ª         |
| 2006     | 58,87 m   | Yichun     | 13-5-2006  | 46ª         |
| 2005     | 51,19 m   | Sydney     | 20-1-2005  | –           |
| 2004     | 55,38 m   | Pechino    | 17-7-2004  | 91ª         |

## Palmarès
| Anno | Manifestazione               | Sede           | Evento                 | Risultato      | Prestazione | Note                          |
| ---- | ---------------------------- | -------------- | ---------------------- | -------------- | ----------- | ----------------------------- |
| 2006 | Mondiali juniores            | Pechino        | Lancio del giavellotto | 8ª             | 54,26 m     |                               |
| 2008 | Campionati asiatici juniores | Giacarta       | Lancio del giavellotto | Oro            | 54,72 m     |                               |
| 2008 | Mondiali juniores            | Bydgoszcz      | Lancio del giavellotto | Argento        | 59,25 m     | Miglior prestazione personale |
| 2009 | Campionati asiatici          | Canton         | Lancio del giavellotto | Argento        | 55,13 m     |                               |
| 2010 | Giochi asiatici              | Canton         | Lancio del giavellotto | Bronzo         | 57,51 m     |                               |
| 2012 | Giochi olimpici              | Londra         | Lancio del giavellotto | Qualificazione | 56,50 m     |                               |
| 2013 | Campionati asiatici          | Pune           | Lancio del giavellotto | Oro            | 55,13 m     | Record dei campionati         |
| 2013 | Mondiali                     | Mosca          | Lancio del giavellotto | 8ª             | 61,30 m     |                               |
| 2014 | Giochi asiatici              | Incheon        | Lancio del giavellotto | Argento        | 61,43 m     |                               |
| 2015 | Mondiali                     | Pechino        | Lancio del giavellotto | 5ª             | 64,10 m     |                               |
| 2016 | Giochi olimpici              | Rio de Janeiro | Lancio del giavellotto | 15ª (q)        | 60,91 m     |                               |
| 2017 | Campionati asiatici          | Bhubaneswar    | Lancio del giavellotto | Oro            | 63,06 m     | Record dei campionati         |
| 2017 | Mondiali                     | Londra         | Lancio del giavellotto | Argento        | 66,25 m     | Miglior prestazione personale |